# Музика (издателство)
Издателство „Музика“ е българско музикално издателство, основано през 1976 година като Държавно издателство „Музика“, преобразувано през 1990 година в ЕООД.

## История
Издателството е профилирано в областта на нотните издания, педагогическа литература предназначена за средните музикални училища и висшите учебни заведения в областта на музиката, издаването на научна, музиковедска и културологична литература. През годините директори на Държавно издателство „Музика“ са били музиковедите Генчо Гайтанджиев, Олга Шурбанова, а понастоящем Недялка Кулаксъзова-Кръстева.

## Стратегия
Издателство „Музика“ е основният издател на учебници в областта на музикалнотеоретичните дисциплини – солфеж, хармония, музикален анализ, полифония, както и в областта на историята на музикалната култура, художествена и инструктивна литература за различни музикални инструменти, вокална музика и партитури за оркестър. Според данни от сайта на издателството и проучвания  то покрива над 70 % от българския пазар на литература, свързана с музикалното творчество, изпълнителство, наука и образование и има разпространение в Европа, САЩ, Япония, Мексико и др.
В резултат на дългогодишна и последователно организирана стратегия на издателството за популяризиране на българската музикална култура с помощта на целеви субсидии от Министерство на културата Издателство „Музика“ издава монографии за Марин Големинов, Панчо Владигеров, Александър Райчев, акад. Христо Недялков, както и съвременни издания като Океан от звуци на Дейвид Тууп.

## Серия „Нова музика“
Поради интереса на чуждестранни изпълнители и чуждестранни партньори на издателството през 1998 година то започва издаването на серията „Нова музика“, като представя творчеството на български композитори от втората половина на ХХ и началото на XXI век. Тя, наред с другите нотни заглавия, включва, както класически български образци, така – и най-новите постижения на националното ни звукотворчество, представяйки автори като Панчо Владигеров, Димитър Ненов, Любомир Пипков, Веселин Стоянов, Петър Христосков, Константин Илиев, Георги Тутев, Иван Спасов, Милчо Левиев, Емил Табаков, Любомир Денев, Юлия Ценова, Красимир Тасков, Георги Арнаудов и др.